# Healing, Lincolnshire
Healing är en ort och civil parish i Storbritannien.   Den ligger i kommunen North East Lincolnshire och riksdelen England, i den sydöstra delen av landet, 230 km norr om huvudstaden London. Healing ligger 7 meter över havet och antalet invånare är 2 664.
Terrängen runt Healing är platt. Havet är nära Healing åt nordost. Runt Healing är det tätbefolkat, med 762 invånare per kvadratkilometer. Närmaste större samhälle är Grimsby, 6,0 km öster om Healing. Trakten runt Healing består till största delen av jordbruksmark.